# Medalla d'argent

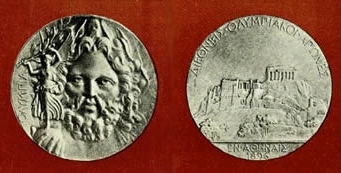
Medalla d'argent dels Jocs Olímpics de 1896

Una medalla d'argent o de plata és un guardó que acostuma a indicar segona posició en un concurs o certamen, especialment en campionats esportius. El seu origen es troba en els Jocs Olímpics (tot i que a la primera edició dels jocs moderns era al guanyador a qui se li donava la medalla de plata i aquestes estaven fetes de plata real). La medalla sol tenir algun cordill per poder penjar-se-la al coll, i se situa entre la medalla d'or, destinada al vencedor o vencedora, i la de bronze, que és per a la tercera posició de la classificació.